# Miguel Aguilar
Miguel Aguilar (Ciudad Juárez, 30 agosto 1993) è un ex calciatore messicano, di ruolo centrocampista.

## Carriera
Ha giocato nella massima serie nordamericana (statunitense). Inoltre, ha giocato cinque partite nella fase finale della CONCACAF Champions League.